# Bestoven citroenvlinder
De bestoven citroenvlinder (Gonepteryx farinosa) is een vlindersoort uit de familie Pieridae (witjes) en de onderfamilie Coliadinae.
In Europa komt de bestoven citroenvlinder voor op de Balkan.
De wetenschappelijke naam werd in 1847 gepubliceerd door Zeller.